# Cheirogaleidae
Cheirogaleidae là một họ động vật có vú trong bộ Linh trưởng. Họ này được Gray miêu tả năm 1872.

## Hình ảnh

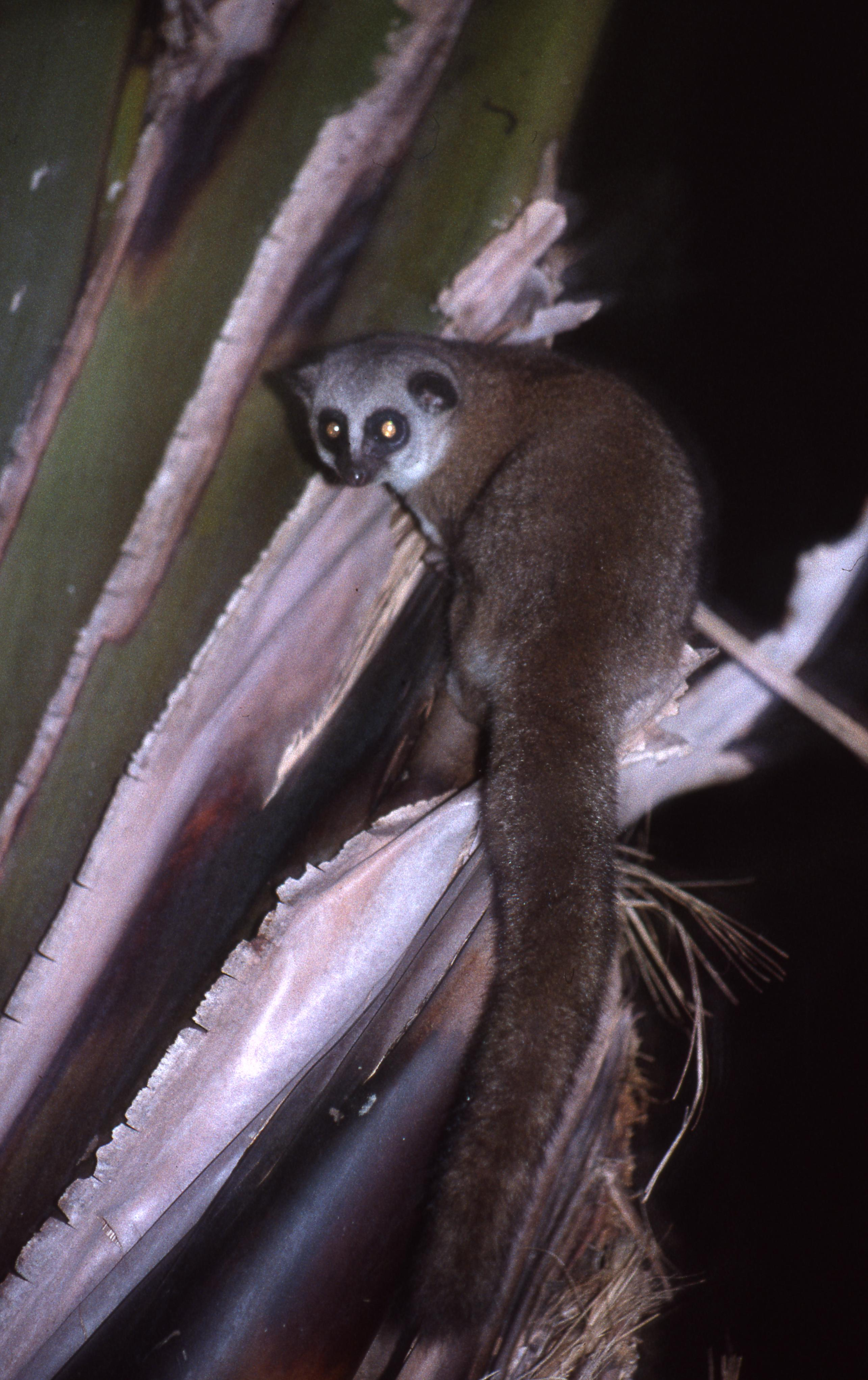
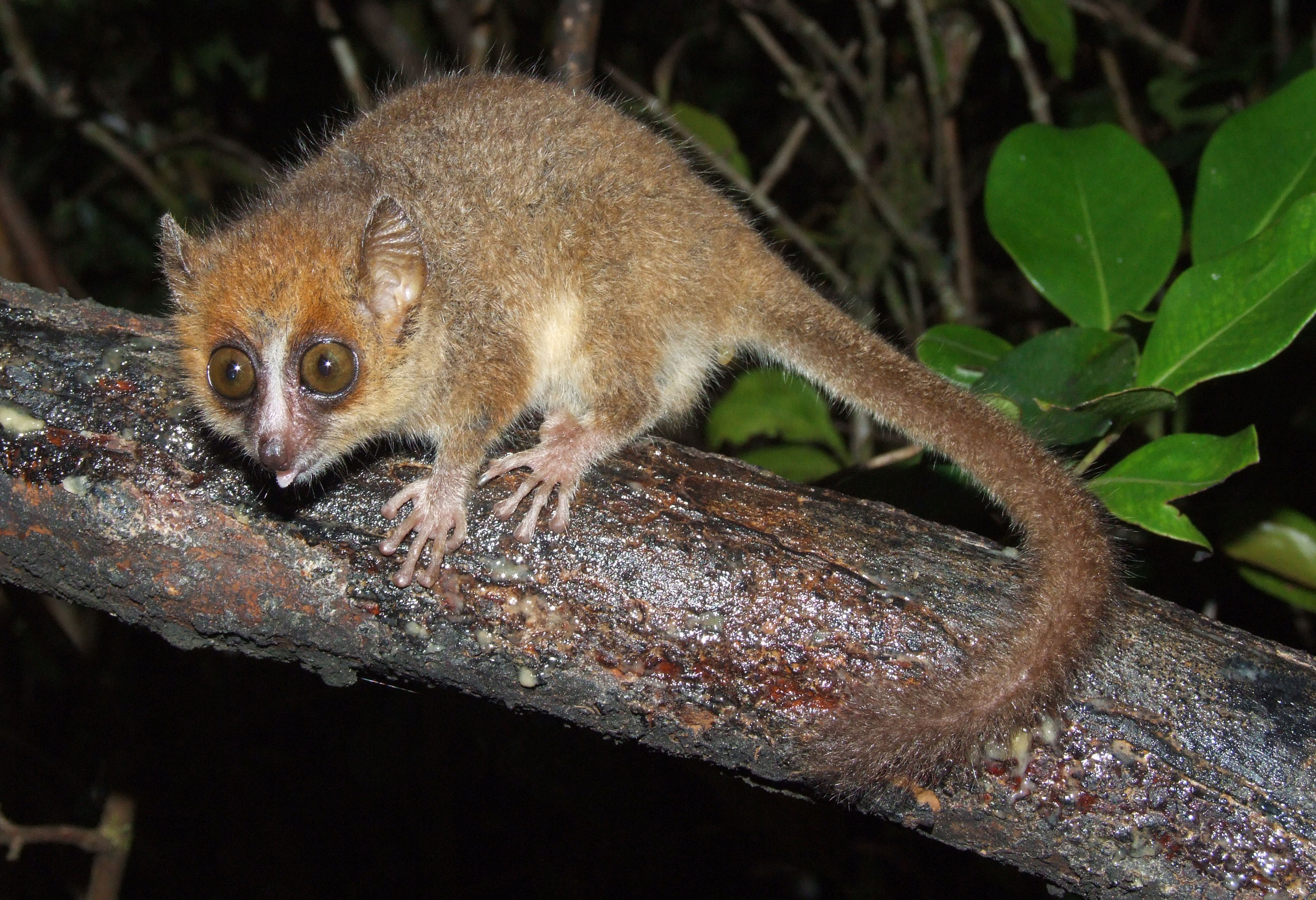
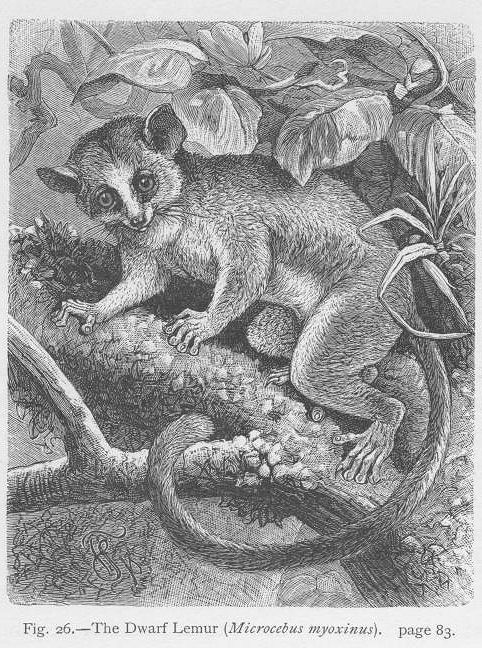

## Phân loại
Họ Cheirogaleidae
- Chi Allocebus
  - Allocebus trichotis
- Chi Cheirogaleus
  - Cheirogaleus adipicaudatus
  - Cheirogaleus crossleyi
  - Cheirogaleus lavasoensis[3]
  - Cheirogaleus major
  - Cheirogaleus medius
  - Cheirogaleus minusculus
  - Cheirogaleus ravus
  - Cheirogaleus sibreei
- Chi Microcebus
  - Microcebus arnholdi[4]
  - Microcebus berthae
  - Microcebus bongolavensis[5]
  - Microcebus danfossi[5]
  - Microcebus gerpi[6]
  - Microcebus griseorufus
  - Microcebus jollyae[7]
  - Microcebus lehilahytsara[7]
  - Microcebus macarthurii[8]
  - Microcebus mamiratra[7]
  - Microcebus margotmarshae[9]
  - Microcebus marohita[10]
  - Microcebus mittermeieri[7]
  - Microcebus murinus
  - Microcebus myoxinus
  - Microcebus ravelobensis
  - Microcebus rufus
  - Microcebus sambiranensis
  - Microcebus simmonsi
  - Microcebus tanosi[10]
  - Microcebus tavaratra
- Chi Mirza
  - Mirza coquereli
  - Mirza zaza[11]
- Chi Phaner
  - Phaner electromontis
  - Phaner furcifer
  - Phaner pallescens
  - Phaner parienti